# Ypthima smithi
Ypthima smithi är en fjärilsart som beskrevs av Paul Mabille 1877. Ypthima smithi ingår i släktet Ypthima och familjen praktfjärilar. Inga underarter finns listade i Catalogue of Life.